# جوردن تومسون (لاعب كرة قدم أمريكية)
جوردن تومسون (بالإنجليزية: Jordan Thompson)‏ هو لاعب كرة قدم أمريكية أمريكي، ولد في 12 يوليو 1989.

## وصلات خارجية
- جوردن تومسون على موقع مرجع كرة القدم المحترفة.كوم (الإنجليزية)